# Beta odlewarowana
Beta odlewarowana (en. unlevered beta) - modyfikacja współczynnika beta obrazująca ryzyko systematyczne związane z posiadaniem akcji notowanych na giełdzie. Beta odlewarowana informuje o stopniu ryzyka związanego z ogólnym sposobem funkcjonowania spółki, jej potencjału rynkowego i ogólnych tendencji w jej rozwoju.
Tradycyjnie obliczany dla akcji danej spółki współczynnik beta względem głównego indeksu giełdy, nie uwzględnia różnic zmian kursu giełdowego spółek wynikających ze zmian struktury ich kapitału, w szczególności zaciągniętych zobowiązań finansowych takich jak kredyty. W momencie gdy spółka zaciąga zobowiązania ryzyko związane z posiadaniem jej akcji jest powiększone przez efekt dźwigni finansowej. W związku z tym współczynnik beta obrazuje w takim przypadku sumaryczne ryzyko zmian kursu związanego z naturalną działalnością spółki, jak i z korzystaniem przez nią z dźwigni finansowej. 
Przez "odlewarowanie" współczynnika bety rozumie się takie jego przeliczenia aby oddzielić z niego efekt dźwigni, zwany popularnie "lewarowaniem". Odlewarowany współczynnik beta oblicza się mnożąc wyjściowy współczynnik przez stosunek zobowiązań do kapitału własnego spółki skorygowanego o efekt tarczy podatkowej. Istnieje wiele wzorów na "odlewarowanie" współczynnika beta. Najbardziej popularny zaproponował Aswath Damodaran:
Bl = Bo * (1 + (1 - CIT) * D / K)
gdzie:
Bl = beta zwykła (lewarowana),
Bo = beta odlewarowana,
D = łączne zobowiązania finansowe spółki (dług),
K = kapitał własny,
CIT = realna stopa podatku dochodowego płaconego przez spółkę.
W razie braku zobowiązań (D=0) beta odlewarowana i beta zwykła są sobie równe. Gdy firma zaciąga zobowiązania beta odlewarowana (Bo) staje się mniejsza od bety zwykłej (Bl). Jeśli spółka posiada zobowiązania finansowe o wartości 80% kapitału całkowitego, to wówczas jej stosunek D/K=4. Przyjmując, że spółka nie płaci podatku dochodowego daje to stosunek: Bo=Bl/5.